# Alachlor
Alachlor ist eine organisch-chemische Verbindung aus der Gruppe der Carbonsäureamide und Acetanilide. Es gehört zur Herbizidgruppe der Chloracetamide und liegt in Form eines farblosen, schwach süßlich riechenden Pulvers vor.

## Geschichte
Als selektives Vorauflaufherbizid wurde Alachlor 1965 von Monsanto (heute Bayer AG) unter dem Namen Lasso auf den Markt gebracht.

## Gewinnung und Darstellung
Die kommerzielle Synthese von Alachlor erfolgt zunächst durch Reaktion von 2,6-Diethylanilin (1) mit Formaldehyd (2), wobei in einer Kondensationsreaktion das entsprechende Imin (3) gebildet wird. Dieses reagiert anschließend mit Chloressigsäurechlorid (4) zum N-Chloracetylierten Zwischenprodukt (5), welches schließlich mit Methanol in Gegenwart von Ammoniak (oder Triethylamin) unter Abspaltung von Salzsäure zum Alachlor (6) umgesetzt wird.
Im letzten Reaktionsschritt wird die freiwerdende Salzsäure von dem zugegebenen Ammoniak zum Ammoniumchlorid neutralisiert.

## Verwendung
Alachlor wurde als selektives Vorlaufherbizid gegen Ungräser im Kohl-, Mais-, Erdnuss-, Sojabohnen-, Baumwoll-, Raps- und Sonnenblumenanbau verwendet. Es wurde dabei häufig mit anderen Herbiziden wie Atrazin, Glyphosat, Trifluralin oder Imazaquin gemischt.

## Zulassung
Die EU-Kommission entschied 2006, Alachlor nicht in die Liste der in der Europäischen Union zugelassenen Pflanzenschutzmittel-Wirkstoffe aufzunehmen. In Deutschland und Österreich ist daher kein Pflanzenschutzmittel mit diesem Wirkstoff zugelassen. In der Schweiz waren einige Pflanzenschutzmittel mit Alachlor im Ackerbau zugelassen, die Bewilligungen wurden allerdings mittlerweile beendet. Alachlorhaltige Präparate durften dort bis September 2011 noch verkauft werden, nach dem 15. September 2012 dürfen sie nicht mehr verwendet werden.

## Sicherheitshinweise
Alachlor ist nur schwach giftig, wird aber als potentiell krebserregend eingestuft. Es wirkt besonders giftig bei Algen, Kleinkrebsen und Fischen.
Da es beim Einsatz in die Nutzpflanzen und über Niederschläge in das Grundwasser eindringen kann, wurden (und werden, da es in anderen Ländern noch verwendet wird) Rückstände in Lebensmitteln gefunden. In Deutschland dürfen laut Rückstands-Höchstmengenverordnung (RHmV) Raps- und Rübensamen 0,1 mg/kg, Tee und teeähnliche Erzeugnisse 0,05 mg/kg und andere pflanzliche Lebensmittel 0,2 mg/kg maximal enthalten. Das Europäische Arzneibuch legt als Grenzwert für Alachlor-Rückstände in pflanzlichen Drogen 0,05 mg·kg−1 fest.

## Nachweis
Alachlor lässt sich durch Festphasenextraktion und anschließende GC/ECD-Analytik bis zu einer Nachweisgrenze von 0,025 µg/l nachweisen. Für zuverlässige qualitative und quantitative Bestimmungen werden heute die Kopplungsverfahren zwischen HPLC, Gaschromatographie und Massenspektrometrie nach geeigneter Probenvorbereitung eingesetzt.